# Шмарјешке Топлице
Шмарјешке Топлице (словен. Šmarješke Toplice) су насељено место и седиште истоимене општине, регија Југоисточна Словенија, Словенија.

## Историја
До територијалне реорганизације у Словенији биле су у саставу старе општине Ново Место.

## Становништво
У попису становништва из 2011. године, Шмарјешке Топлице су имале 582 становника.
| Број становника према пописима | Број становника према пописима | Број становника према пописима |
| ------------------------------ | ------------------------------ | ------------------------------ |
| 1991                           | 2002                           | 2011                           |
| 427                            | 492                            | 582                            |

Напомена: До 1953. исказивано под именом Топлице. Године 1985. повећано за насеље Обрх при Шмарјета које је укинуто и повећано за делове насеља Брезовица, Дружинска вас и Стрелац.